# Mnioes cerves
Mnioes cerves là một loài tò vò trong họ Ichneumonidae.